# Zarratón
Zarratón ist ein spanischer Ort und eine Gemeinde (Municipio) in der Region La Rioja mit 255 Einwohnern (Stand: 2024).

## Lage
Zarratón liegt etwa 38 Kilometer südsüdwestlich von Vitoria-Gasteiz und etwa 34 Fahrtkilometer westnordwestlich von Logroño in einer Höhe von 560 m.

## Bevölkerungsentwicklung
| Jahr      | 1960 | 1970 | 1981 | 1991 | 2001 | 2011 | 2021 |
| Einwohner | 646  | 525  | 483  | 378  | 247  | 318  | 256  |

Infolge der Mechanisierung der Landwirtschaft und des daraus resultierenden geringeren Arbeitskräftebedarfs ist die Zahl der Einwohner seit der Mitte des 20. Jahrhunderts deutlich zurückgegangen.

## Sehenswürdigkeiten
- Kirche Mariä Himmelfahrt

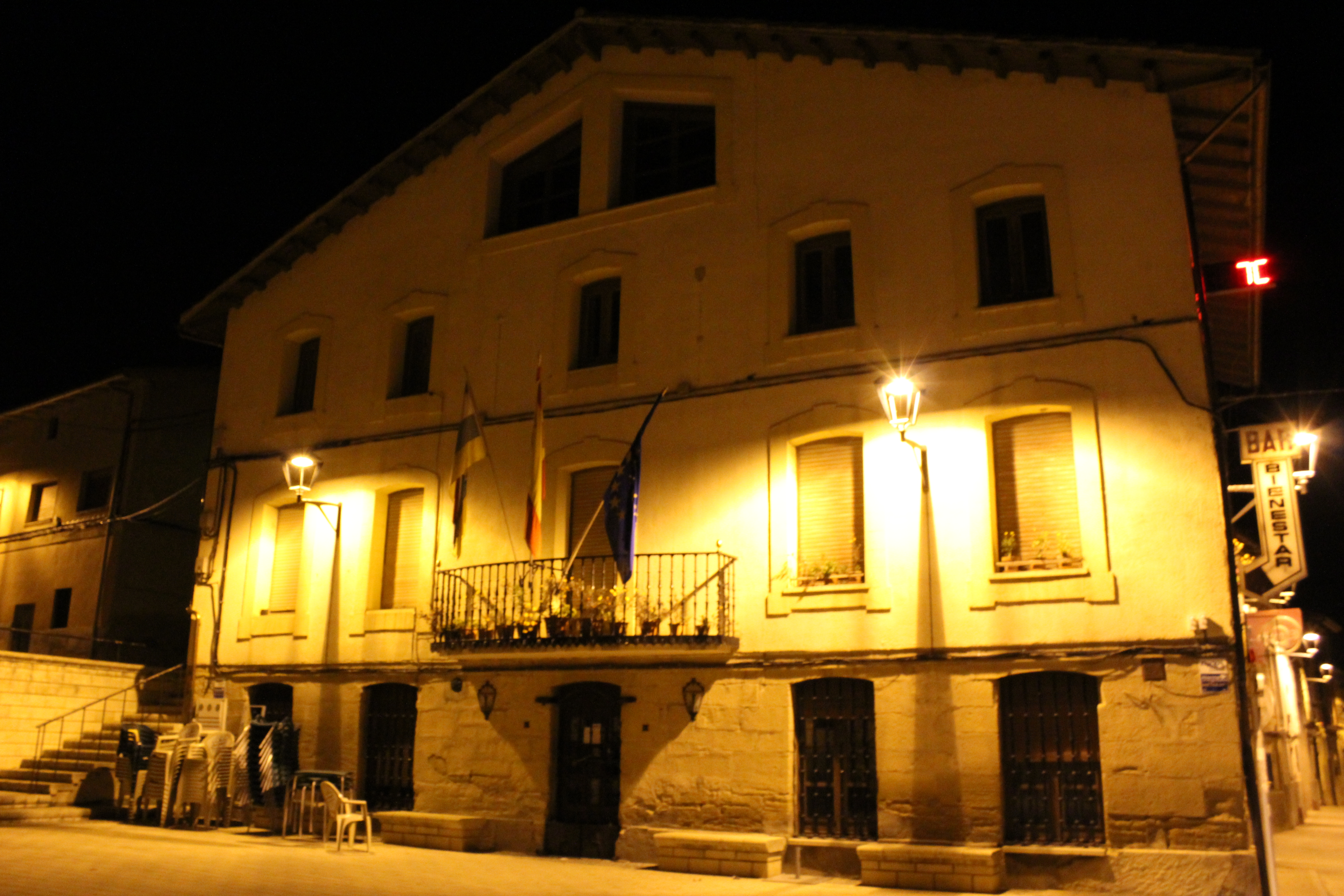
Rathaus